# Baserri

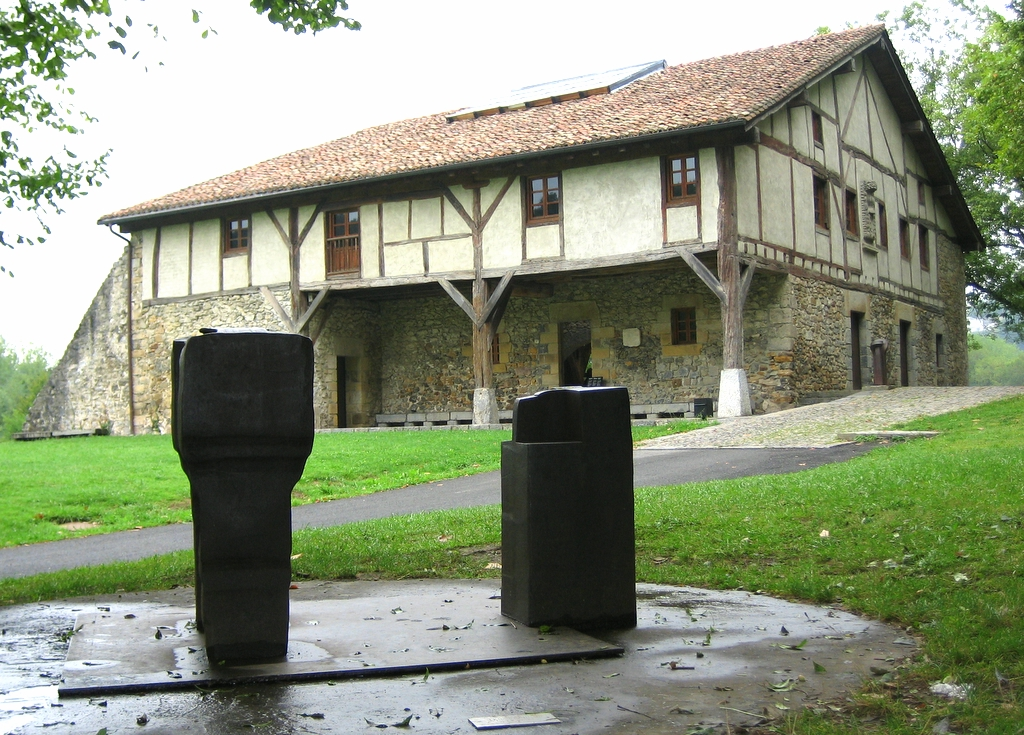
Il Baserri sede del Museo Chillida-Leku ad Hernani

Un baserri (pronuncia basca [bas̺eri]; in spagnolo: caserío vasco; in francese: maison basque) è un tipo tradizionale di casa rurale a graticcio o in pietra che si trova nel Paese Basco, nel nord della Spagna e nel sud-ovest della Francia. I baserri, con i loro tetti leggermente inclinati e i portali d'ingresso, sono altamente caratteristici della regione e formano una parte vitale nelle tradizionali strutture sociali basche. Si ritiene inoltre che abbiano svolto un ruolo importante nella protezione della lingua basca nei periodi di persecuzione, fornendo alla lingua una base di parlanti molto dispersa ma sostanziale.

## Origine e sviluppo storico

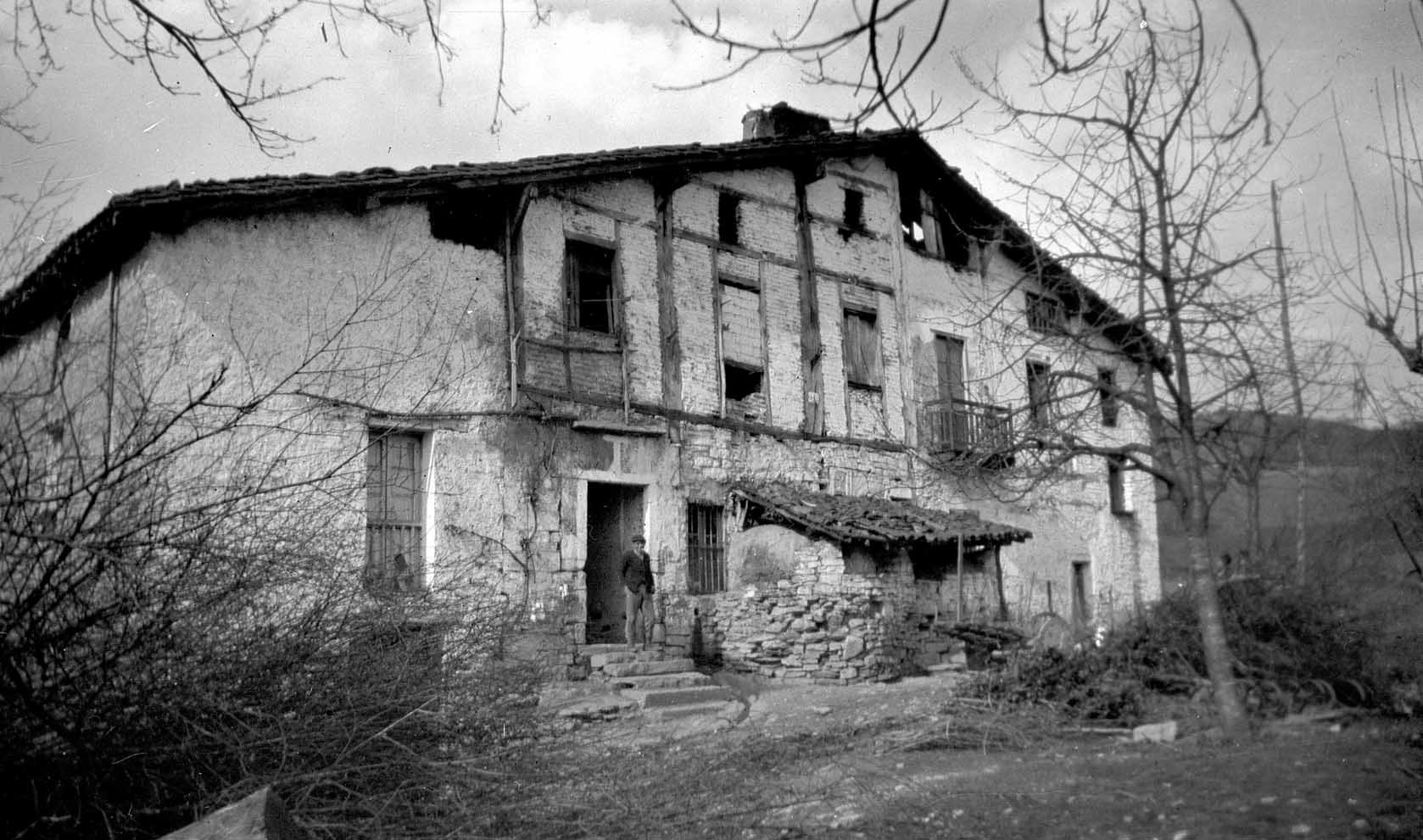
I baserri a graticcio di Lizarralde a Bergara. Questo è un hiruarriko con l'estensione a sinistra dell'edificio principale.

Il termine basco baserri deriva dalle radici basa "selvatico" e herri "insediamento" e identifica una cascina isolata, non situata in un paese o in una cittadina. Le persone che vivono su un baserri vengono chiamate baserritarrak (pronuncia basca: [bas̺eritarak]), un termine che contrasta con kaletarrak (pronuncia basca: [kaletarak]) (gente di strada), cioè persone che vivono in una città.
Il termine attuale baserri in basco ha un significato piuttosto limitato, che denota l'edificio e i suoi occupanti, specialmente nel dialetto gipuzkoano In origine, tuttavia, indicava l'edificio (ancora chiamato in alcuni luoghi baserri-etxea 'casa dei baserri'), i suoi abitanti e l'intera tenuta. La connotazione originariamente ampia del termine è correlata alla intrinseca ambiguità della parola basca herri che può essere tradotta come "terra", "casa", "popolo" o "insediamento" a seconda del contesto.
In castigliano, viene usato principalmente il termine caserío vasco, ma si noti che un caserío può anche indicare una borgata in alcune parti del mondo di lingua spagnola. In francese, il termine maison basque si trova comunemente, sebbene questo si sovrapponga in una certa misura al concetto basco di etxea (la casa).

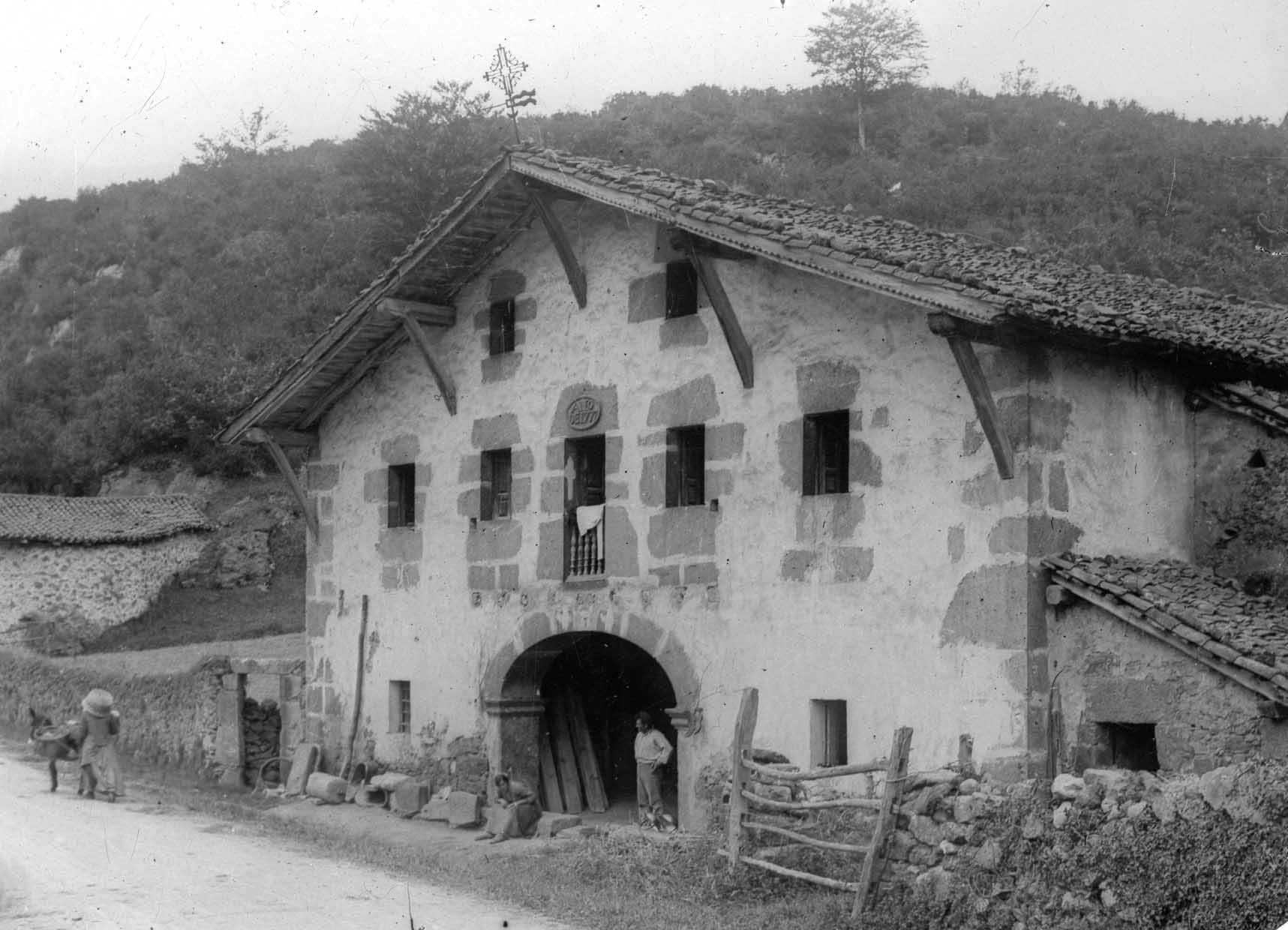
Un Baserri in pietra a Gizaburuaga

Nel complesso, sono quasi inesistenti nei terreni pianeggianti di Álava e della Navarra centrale e meridionale (Ager Vasconum). Queste aree attraversarono un periodo più profondo di romanizzazione, in cui gli antichi fondi romani fornirono il terreno per i nuovi piccoli agglomerati di popolazione e villaggi che punteggiarono l'intera regione all'inizio del primo millennio, dopo la fine delle incursioni arabe. Spesso prendono il nome da un vecchio proprietario terriero, ad es. Barbarin, Andoin, Amatrain, ecc. In Navarra, in alcune parti di Álava e parti del Paese Basco settentrionale (Hegoalde), i baserri formano spesso insediamenti piuttosto distanziati, ma praticamente mai costruiti in aderenza per ridurre al minimo i rischi di incendio. I baserri in Gipuzkoa e in Biscaglia sono normalmente degli edifici solitari, ma generalmente in vista di un altro baserri.
Il predecessore dei baserri era la comunità contadina del tardo medioevo nell'area collinare atlantica, che a un certo punto aveva imparato l'agricoltura (cfr. La leggenda di basca San Martin Txiki). Le famiglie non vivevano in edifici baserri, ma in gruppi di piccole baracche di legno fragili con spazio sufficiente per la famiglia, il bestiame e il fieno immagazzinato.  Tuttavia, il torchio, i granai, il porcile e gli ovili erano situati in edifici separati. In questa fase, il baserri rappresenta chiaramente l'intera comunità dietro l'unità economica. Questo periodo vide anche lo sviluppo della controparte linguistica dei baserri per le questioni religiose, la baseliza o "chiesa selvaggia".

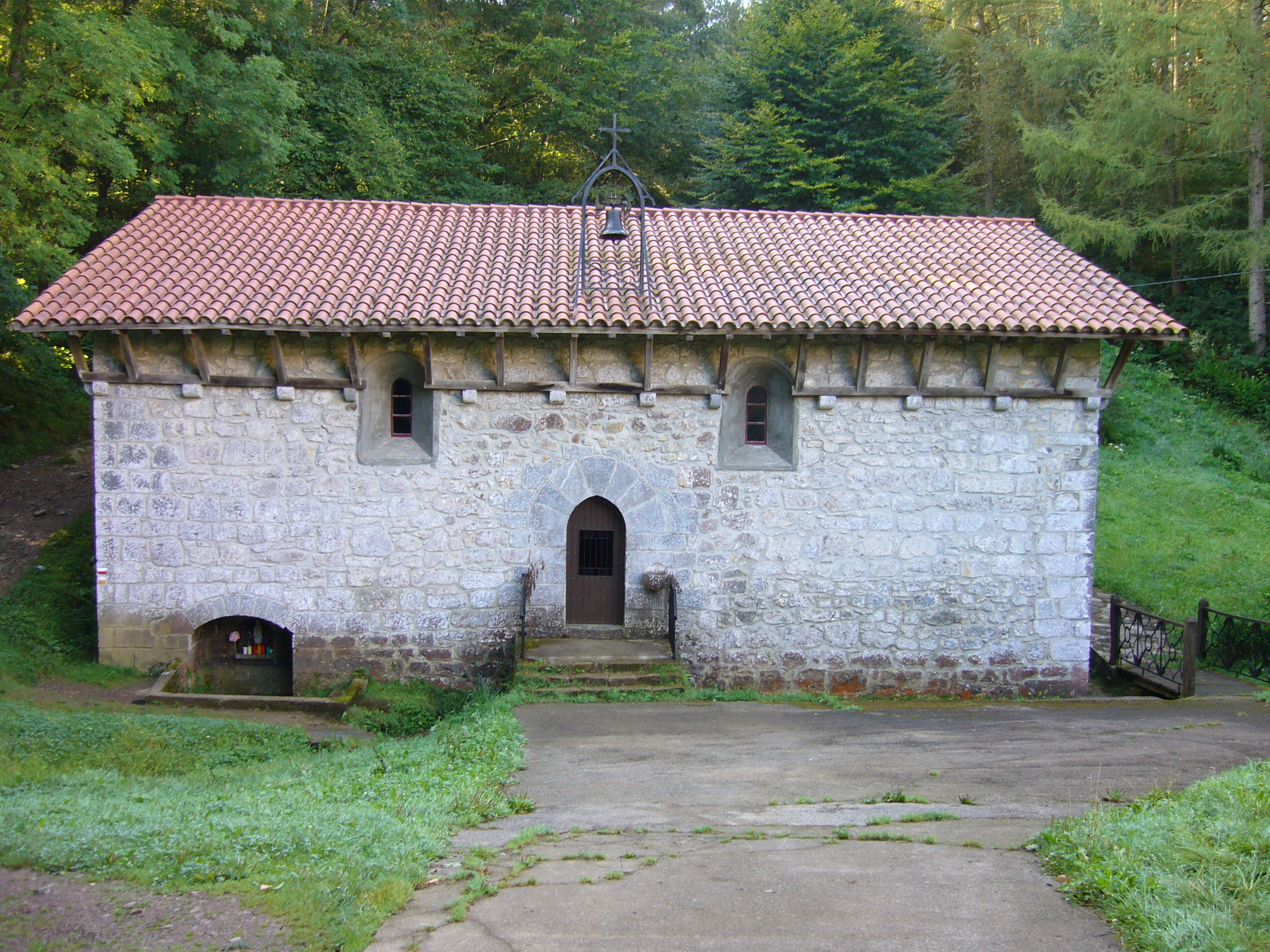
La Baseliza (eremo) di Iturriotz a Aia.

Durante il XIV e il XV secolo, con la crescita della popolazione, aumentò l'attività agricola e così il collegamento di attività agricole e zootecniche su un baserri, determinando un aumento del numero di baserri. La fine del XV e il XVI secolo sono un periodo di pace tra le fazioni nobiliari in guerra dopo anni di scontri, in cui dilagavano tassazioni ed abusi sui contadini, portando a un periodo di ottimismo e stabilità. La colonizzazione dell'America e riconquista andalusa diede nuove opportunità, con piccole fortune fatte da avventurieri baschi, che le investirono nella costruzione di baserri. Il mais delle Americhe ha sostituito il meno produttivo miglio, prendendo il nome basco arto. Mentre la proprietà terriera privata era nota, se non diffusa, nelle parti meridionali di Álava e Navarra sin dall'epoca romana, la maggior parte delle terre più a nord era ancora terra comune in questo periodo. I consigli hanno promosso l'attività edilizia con l'esenzione fiscale sul taglio degli alberi per la costruzione di Baserri, che ha consentito agli agricoltori baschi di trasformare aree di terreno comune in Baserri di proprietà privata. Molti di questi nuovi baserri sono stati chiamati semplicemente Etxeberria, "la nuova casa".
In questa fase di transizione, i baserri erano costituiti da strutture in legno che ricordano a malapena le abitazioni, costituite spesso con querce dei boschi circostanti. La posizione centrale della casa, infatti, era occupata dal torchio, poiché il sidro era un'attività molto importante per l'economia di famiglia. Quindi, le famiglie iniziarono a trasferirsi nei locali, inizialmente pensati per la produzione di sidro, come stalla del bestiame o come granaio, completando o addirittura sostituendo la sua funzione originaria con l'abitazione. Un noto esempio di questo tipo di baserri è l'Igartubeiti baserri (costruito nel 1530), oggi museo interattivo e spazio espositivo, che ospita eventi legati alla produzione del sidro (es. Txalaparta) e alla vita rurale tradizionale.
Le prime case coloniche in pietra a Gipuzkoa (che comunque prevedevano strutture in legno) furono costruite durante il XV secolo e suscitarono ammirazione e invidia dai loro vicini. Solo i contadini più ricchi potevano permettersi il lusso di costruire una casa "de cal y canto" ("di calce e pietra"), pagando una squadra di scalpellini che cavavano e lavoravano la pietra. Il legno di quercia era, d'altro canto, economico e disponibile. L'aumento dell'attività edilizia ha portato ad alcune delle prime leggi ambientali registrate in materia di deforestazione e rimboschimento, come la legge approvata dal Batzar di Azkoitia nel 1657 che vietava il taglio di alberi giovani e richiedeva a chiunque abbattesse un albero di piantare due nuovi alberi in il suo posto.
Nella Hegoalde questi sono spesso chiamati borda, un termine che originariamente si riferiva ai rifugi dei pastori. L'estensione, sia strutturale che terminologica, del termine per riferirsi a una fattoria piuttosto che a un rifugio si è verificata nel XVII e XVIII secolo quando ulteriori aumenti della popolazione portarono allo sviluppo di tali rifugi di pascolo estivo in fattorie.
Il XVII secolo è anche l'ultimo periodo in cui furono costruiti baserri con facciate a graticcio. Le costruzioni successive sono praticamente tutte in pietra piena (ad eccezione della sezione centrale sopra il portale incassato per evitare problemi strutturali).  Dal XVIII secolo in poi, i rimanenti elementi a graticcio furono sostituiti utilizzando archi in pietra sopra gli ingressi.

## Significato

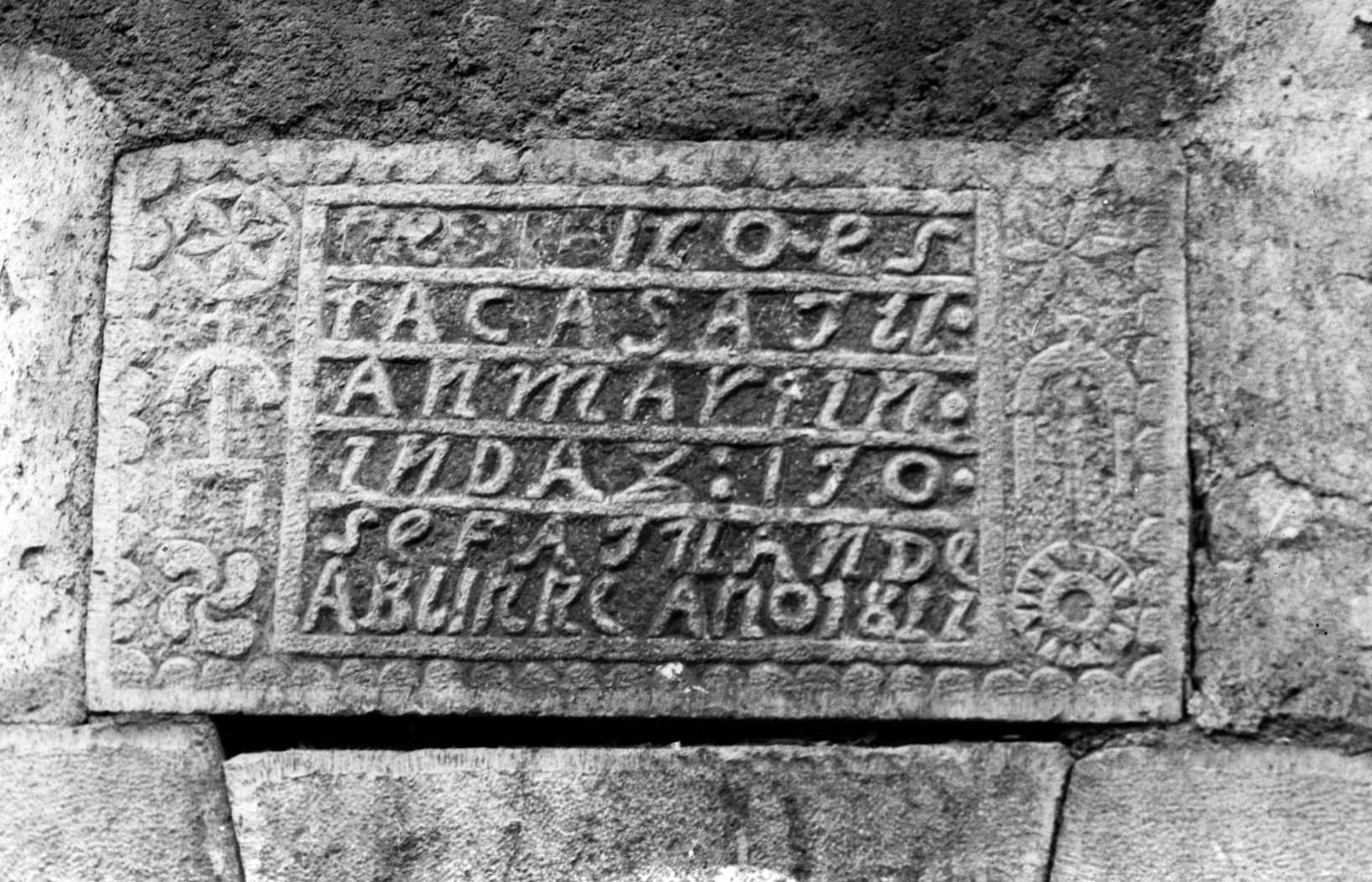
La pietra dell'architrave sopra un baserri ad Aria; si noti il lauburu in basso a sinistra e il simbolo del sole in basso a destra

Un baserri rappresenta l'unità centrale della società basca tradizionale, come la casa ancestrale di una famiglia. Tradizionalmente, la famiglia è amministrata dall'etxekoandre (padrona di casa) e dall'etxekojaun (padrone di casa), ciascuno con diritti, ruoli e responsabilità ben definiti. Quando la coppia raggiunge una certa età alla quale desidera andare in pensione, il baserri viene formalmente consegnato a un figlio. Insolitamente, i genitori erano per tradizione liberi di scegliere qualsiasi figlio, maschio o femmina, primogenito o nato successivamente, per assumere il ruolo di etxekoandre o etxekojaun per garantire che il figlio più adatto al ruolo ereditasse la casa ancestrale.

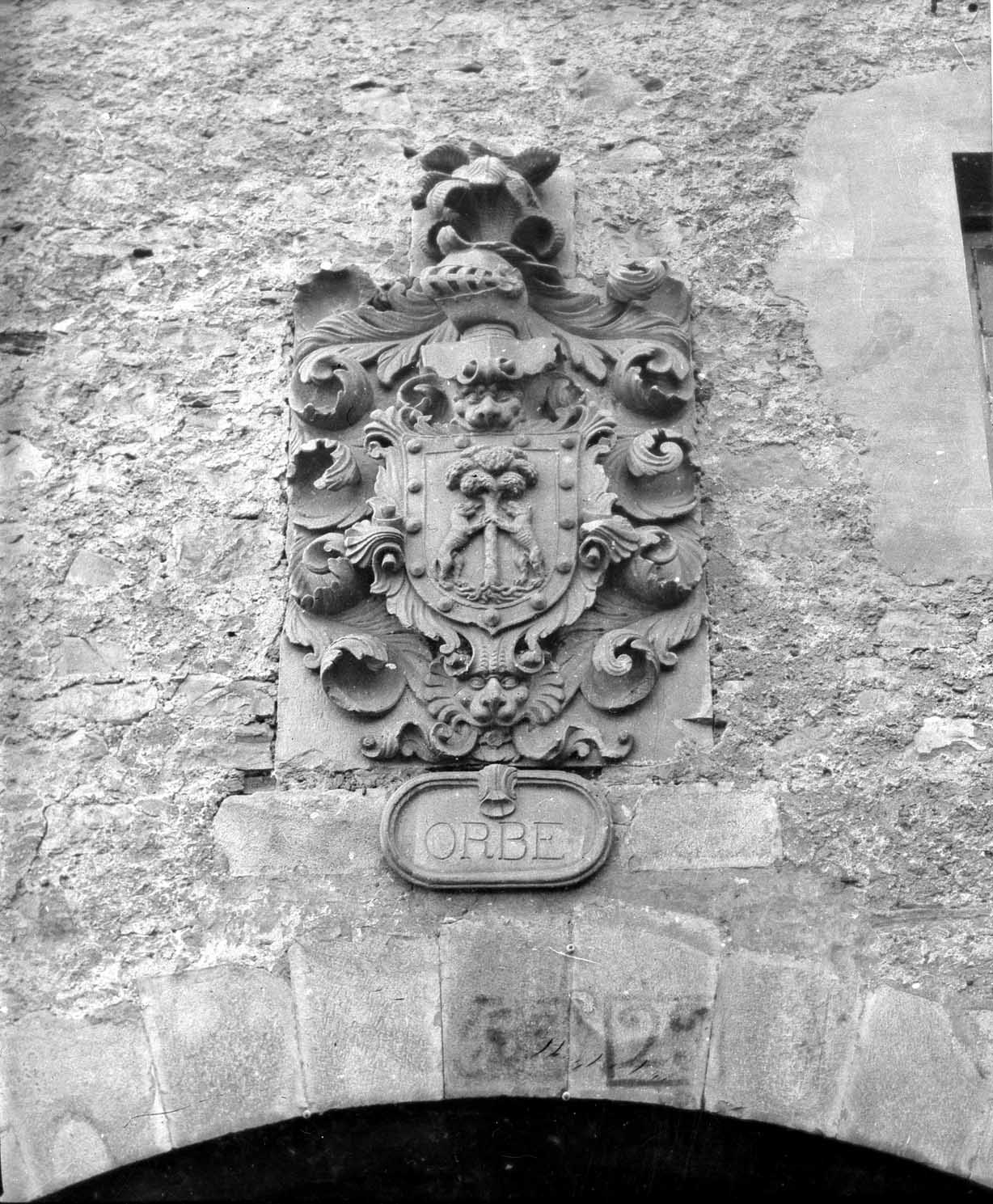
Lo stemma araldico sopra il baserri Orbe ad Angiozar (Bergara), che mostra lo stemma del marchese di Valdespina

I baserri secondo la legge tradizionale (i fueros) non possono essere divisi o ereditati da più di una persona. Questo è ancora l'uso nei Paesi Baschi meridionali, ma l'introduzione del Codice napoleonico in Francia, in base al quale tali pratiche sono state dichiarate illegali, sconvolse notevolmente questa tradizione nel Nord. Anche se i baschi del nord hanno scelto di essere "creativi" con le nuove leggi, nel complesso ha provocato la disgregazione e la definitiva rovina finanziaria di molti baserri.
In pratica, la tradizione di non dividere i baserri significava che i figli rimanenti dovevano sposarsi in un altro baserri, rimanere nella famiglia baserri come dipendenti non sposati o farsi strada nel mondo (Iglesia o mar o casa real, "Chiesa o mare o casa reale").
In quanto tale, la maggior parte dei baserri aveva un'epigrafe di pietra incorporata nel muro anteriore chiamato armarriak (pietre dello stemma) e una pietra decorativa dell'architrave sopra l'ingresso chiamato ate-buru o atalburu (testa della porta). La pietra dell'architrave indica solitamente chi ha costruito la casa e l'anno in cui è stata costruita. L'armarria indica il nome del villaggio o della valle o il cognome della famiglia ed è spesso nello stile di uno stemma, un segno della nobiltà universale goduta in Biscaglia. L'ultima pratica di mostrare il cognome si riscontra principalmente nei Paesi Baschi meridionali. Entrambi sono spesso anche scolpiti con simboli baschi, molti dei quali precristiani, come il lauburu, animali, piante e figure mitiche.
Molti cognomi baschi derivano da toponimi e soprattutto da baserri. Tuttavia, questi cognomi sono ingannevolmente più antichi del baserri-etxe, cioè l'edificio dei baserri, riferito alla comunità e al sito che precede l'edificio.
Un numero considerevole ha anche le presse per mele e cantine per lo stoccaggio delle botti incorporati nella struttura dei baserri per la produzione del sidro basco.

## Struttura
Sebbene esistano diversi stili di costruzione con caratteristiche specifiche per ciascuna regione, la maggior parte condivide delle caratteristiche di base comune. La maggior parte ha tre piani con stalle all'interno dell'edificio e un tetto leggermente inclinato, muri portanti in pietra e costruzioni interne realizzate in gran parte in legno.

### Struttura
Il baserri è progettato per essere modulare, nel senso che è possibile aggiungere ulteriori ali alla struttura primaria per consentire di estendere l'edificio se necessario. L'edificio principale è denominato biarriko ("due pietre uno"), comprendente due muri portanti principali; un hiruharriko ("tre pietre uno") con un'estensione su un lato e un lauarriko ("quattro pietre uno") con due estensioni, uno su entrambi i lati dell'edificio originale.

### Distribuzione dei piani
La pianta è quasi invariabilmente rettangolare, con un'estremità stretta che forma la facciata. La facciata ha solitamente finestre su tutti e tre i piani e almeno un grande ingresso, spesso due.
La distribuzione convenzionale a pavimento di solito ha: 
- Le stalle per il bestiame al piano terra da un lato dell'edificio, la cucina, il bagno e il soggiorno dall'altro
- Zona notte al primo piano, solitamente sopra la stalla per ridurre al minimo la necessità di riscaldamento. All'esterno, questo piano ha spesso anche uno o più balconi.
- Un ampio sottotetto per la conservazione dei prodotti e delle attività al chiuso che richiedono più spazio; questo spazio sottotetto è spesso aperto o parzialmente aperto verso l'esterno sulla parte anteriore della casa per garantire la ventilazione.[7]

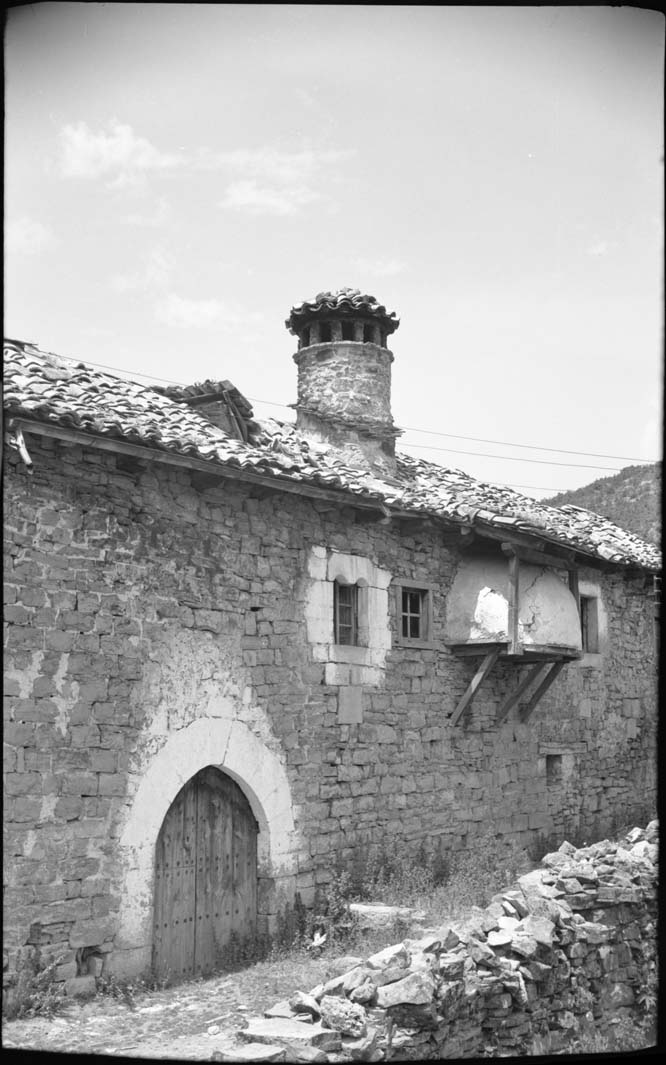
Labrit Extea ad Iztalle (Gallués) con un forno esterno al primo piano

### Cucina e forno
La cucina (sukalde in basco) era il centro dell'attività e dell'interazione sociale. Originariamente il fuoco si trovava al centro della cucina (simile alle blackhouse scozzesi) con un braccio girevole in ferro montato a parete, ma alla fine fu sostituito da caminetti incassati nel muro con un camino. Anche se comunemente si trovano al piano terra, non è raro che le cucine siano situate al primo piano. Questo era il caso nelle regioni più fredde dei Paesi Baschi, dove il forno per il pane è costruito su un balcone, con solo l'apertura rivolta verso la cucina per ridurre al minimo i rischi di incendio. Nelle regioni più temperate, il forno per il pane era solitamente separato dall'edificio principale dei baserri.

### Tetto
Storicamente, il materiale del tetto erano scandole in legno di faggio, ma oggi nella maggior parte delle regioni i baserri hanno tetti di tegole. Il cognome basco Telletxea ("la casa di tegole") sembra derivare dall'epoca in cui le tegole di terracotta sostituirono i precedenti tetti di scandole, e probabilmente la prima famiglia ad avere un tetto di tegole mutò il proprio cognome per questo fatto. I tetti in scandole di legno sopravvivono principalmente nelle parti montuose della Navarra e Soule, aree spesso colpite da forti nevicate, poiché i tetti in legno consentono di costruire tetti più inclinati che impediscono l'accumulo di neve.

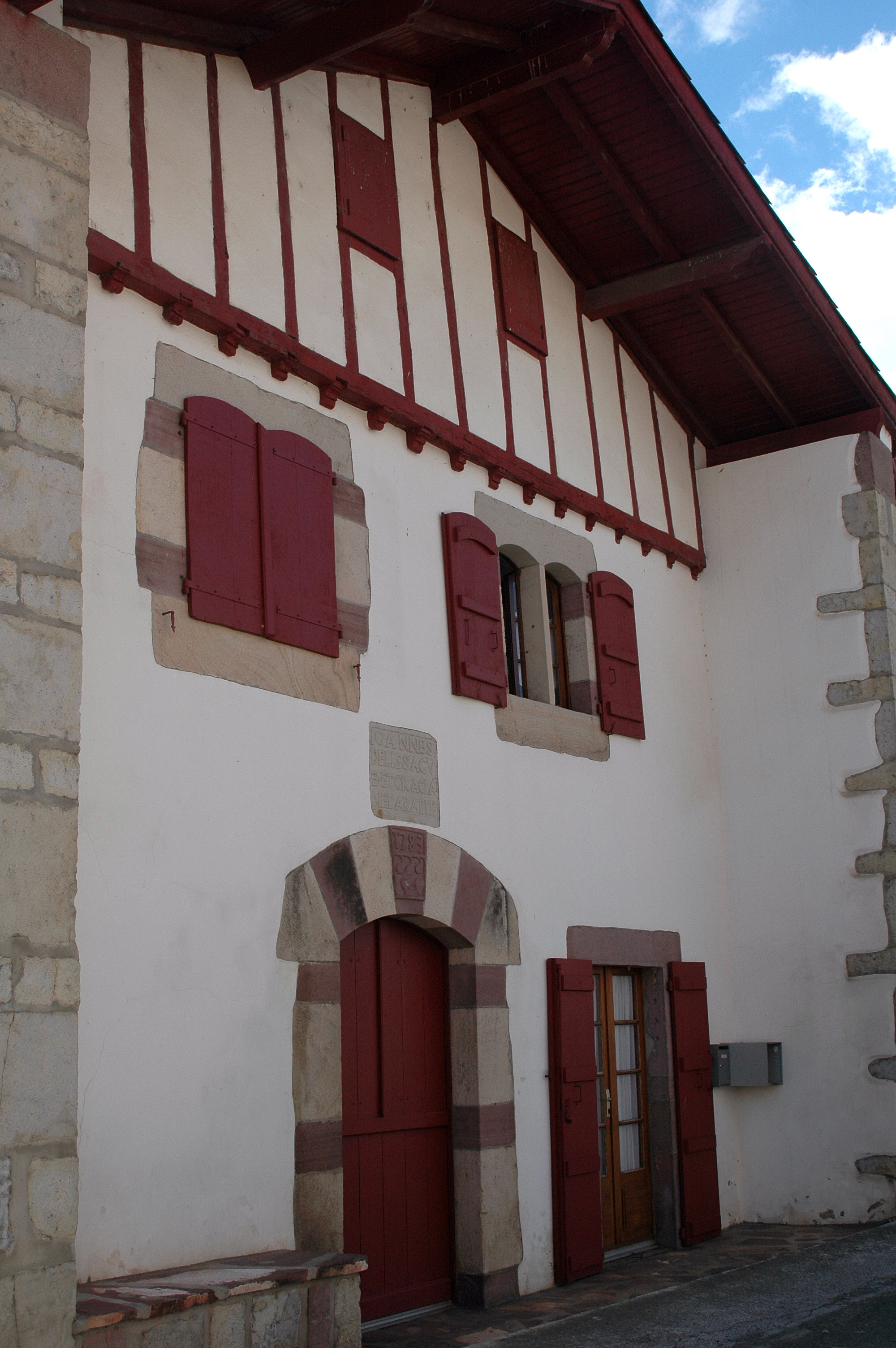
Un baserri urbano con inserti in legno verniciato di rosso a Ortzaize, si noti la mancanza di un portale incassato.

I cornicioni sono caratteristicamente ampi, in particolare sulle facciate frontali, ma solitamente molto più piccoli o inesistenti sul lato opposto. Per ridurre la resistenza al vento, l'aspetto nord del tetto è spesso costruito in uno stile chiamato miru-buztana (coda di aquilone), essenzialmente un tetto a padiglione.

### Portone di ingresso e facciata
Nei baserri più antichi, il portale d'ingresso può occupare fino a un terzo della superficie della facciata, richiedendo spesso uno o più pilastri di sostegno. È quasi invariabilmente rivolto a sud-est (cioè opposto alla direzione del vento) e indipendentemente dalla vista. Insieme alla scomparsa delle facciate a graticcio nel XVIII secolo, i portali originariamente costruiti in legno scomparvero gradualmente e furono sostituiti da portali in pietra. Il legno delle facciate a graticcio era tradizionalmente tinto di rosso con una pittura a base di olio d'oliva, ocra e sangue di bue, anche se oggi vengono spesso utilizzate vernici commerciali. Il bianco tra le travi è stato ottenuto dipingendo la superficie con calce spenta.
Il portale (ataria in basco) ha avuto un ruolo centrale nella vita quotidiana dei baserritarras, essendo sede di attività che vanno da un'ampia varietà di attività sociali alla macinazione della farina e alla macellazione degli animali. Nelle aree in cui i baserri si raggruppavano in insediamenti sparsi, il portale veniva trasformato in un grande portale, solitamente con un portone a due battenti anch'essi divisi orizzontalmente.

### Granai

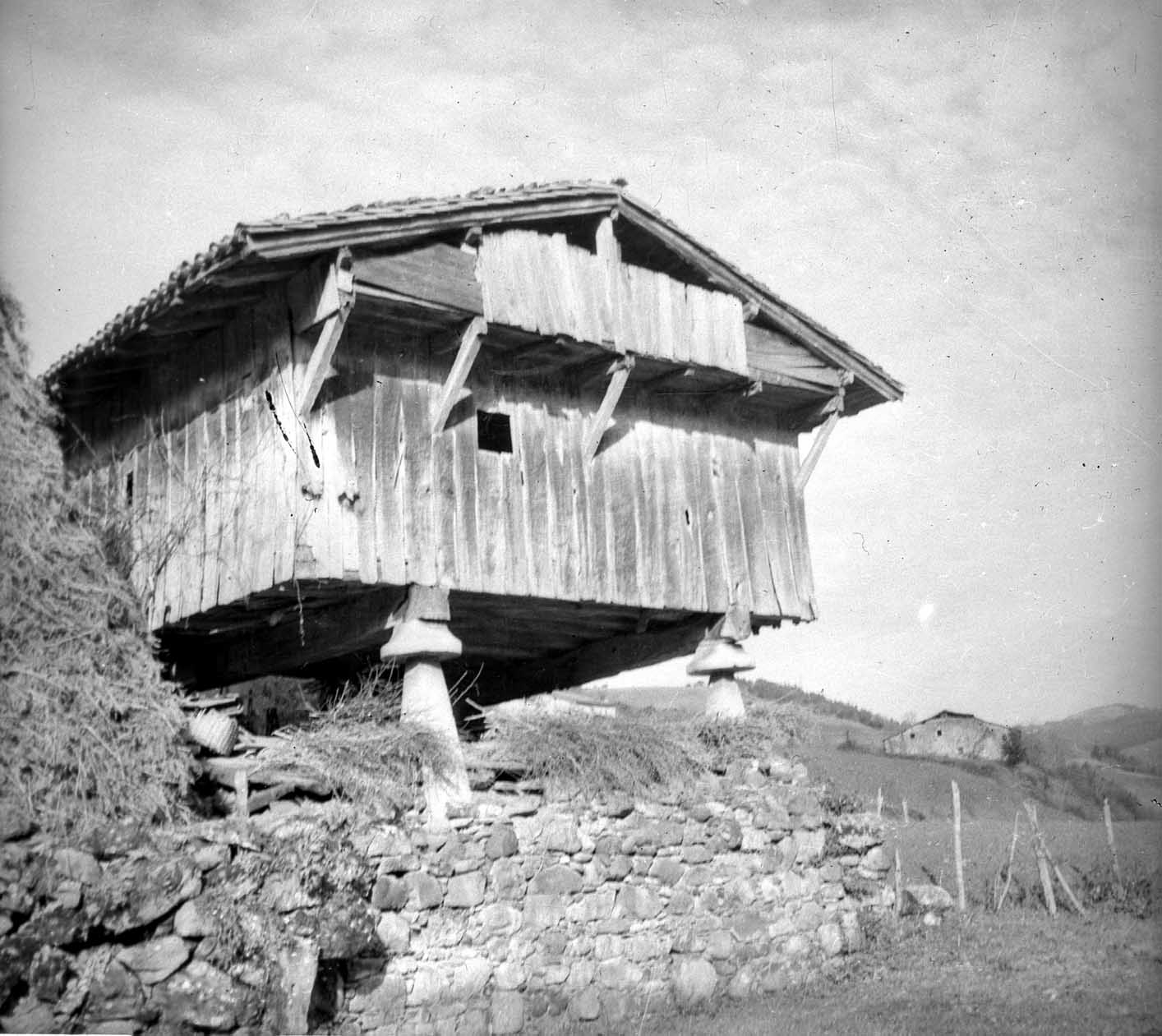
Il granaio del baserri Ibarguren a Markina-Xemein

Sebbene nella maggior parte dei casi le produzioni dei baserri erano immagazzinate all'interno dell'edificio principale, alcuni hanno granai indipendenti chiamati garai in basco. Si tratta di piccole strutture in legno o in pietra sollevate da delle colonne di pietra e che ricordano molto questi granai in altre parti del mondo.

## Case a torre

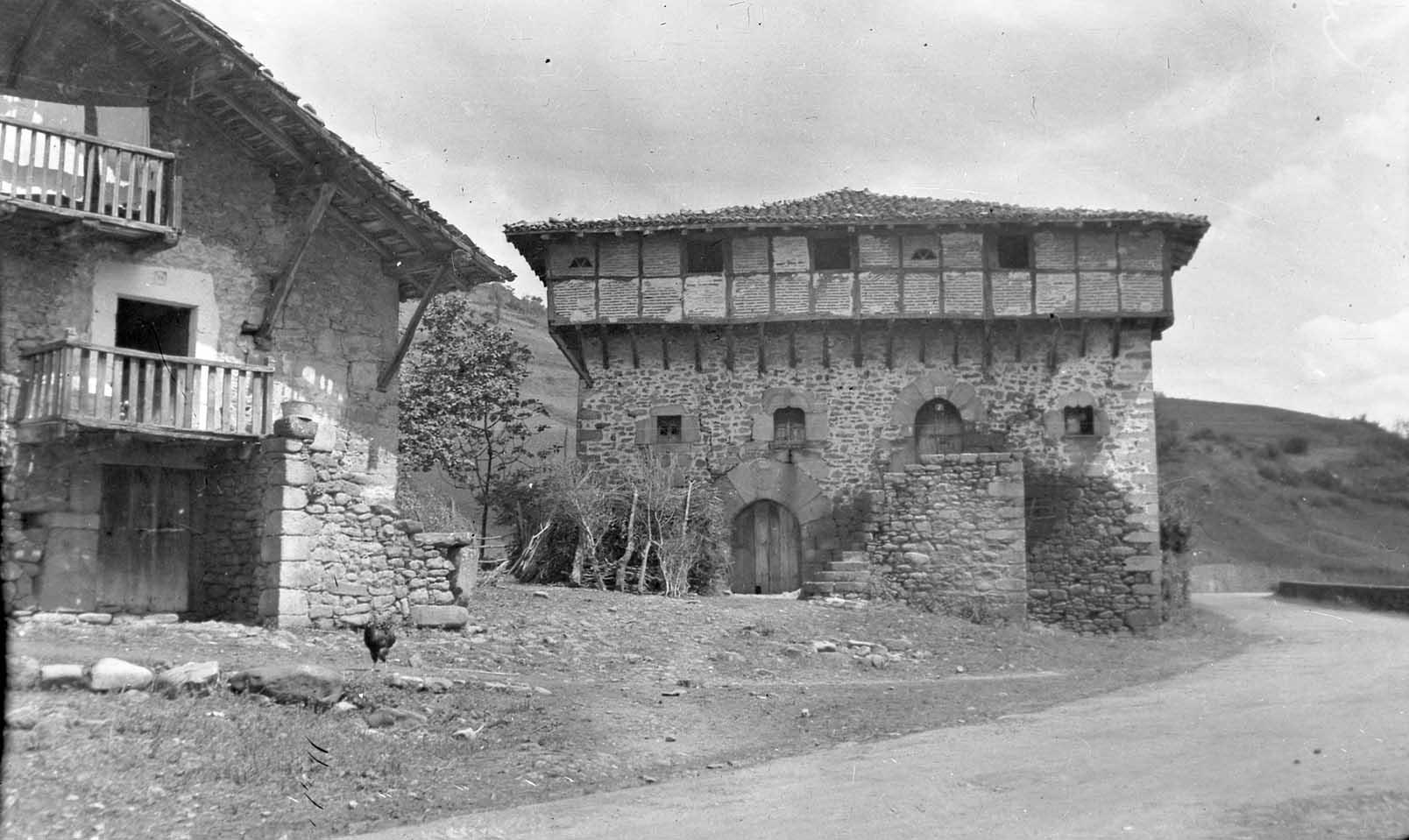
Il baserri baserri a Orozko, convertito da una fortificazione a torre.

Alcuni baserri sembrano sfidare la normale definizione di baserri. In molti casi, questi sono il risultato delle Juntas Generales di Biscaglia e Gipuzkoa che fecero costruire le case torri (dorretxeak in basco) rase al suolo dopo secoli di guerre partigiane basche. Molti furono convertiti in edifici non militari, risultando dei baserri piuttosto insoliti.

## Sviluppi moderni
Tradizionalmente, le attività agricole e l'allevamento costituivano il pilastro degli abitanti di un baserri, ma i cambiamenti economici e sociali dell'era moderna, ha trasformato molti baserri in agriturismi.

## Tradizioni e superstizioni
Varie tradizioni culturali e superstizioni circondano i baserri. 

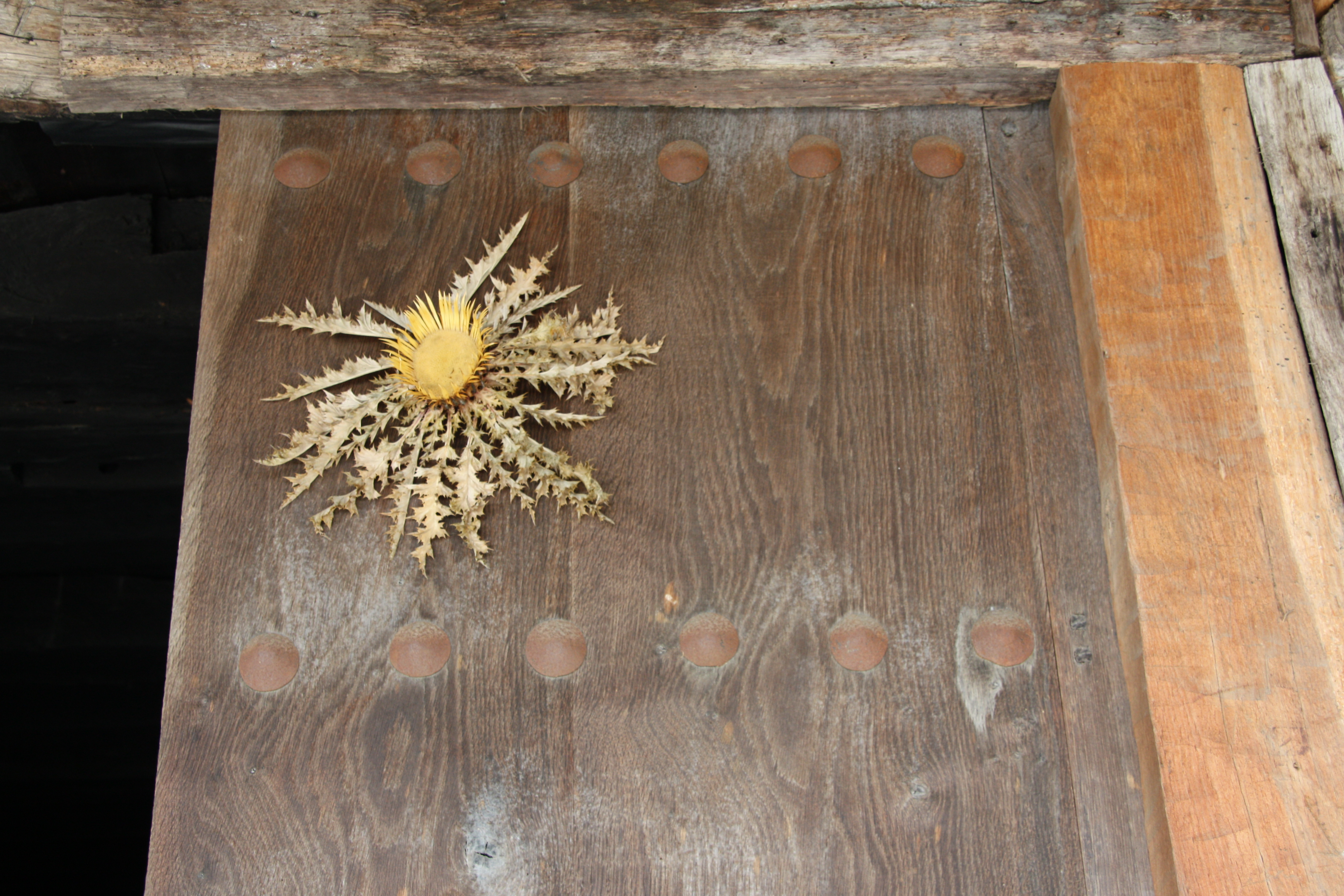
Una carlina binaca sulla porta del basarri Igartubeiti.

Una è l'abitudine di fissare carline bianche essiccate (chiamati eguzkilore letteralmente "girasole" in basco, da non confondere con i girasoli, chiamati ekilore) alle porte di un baserri come portafortuna. Il folklore vuole che alcuni spiriti indesiderati come Lamiak, streghe o diavoli operino solo di notte, attaccando questo fiore alla porta porterebbe questi esseri a presumere che il sole splenda sui baserri e quindi ne stanno lontano. Con una simile estensione di credenza, avrebbero dovuto anche proteggere dai fulmini e dai danni provocati dalle tempeste.